# Liste des intercommunalités des Hauts-de-Seine

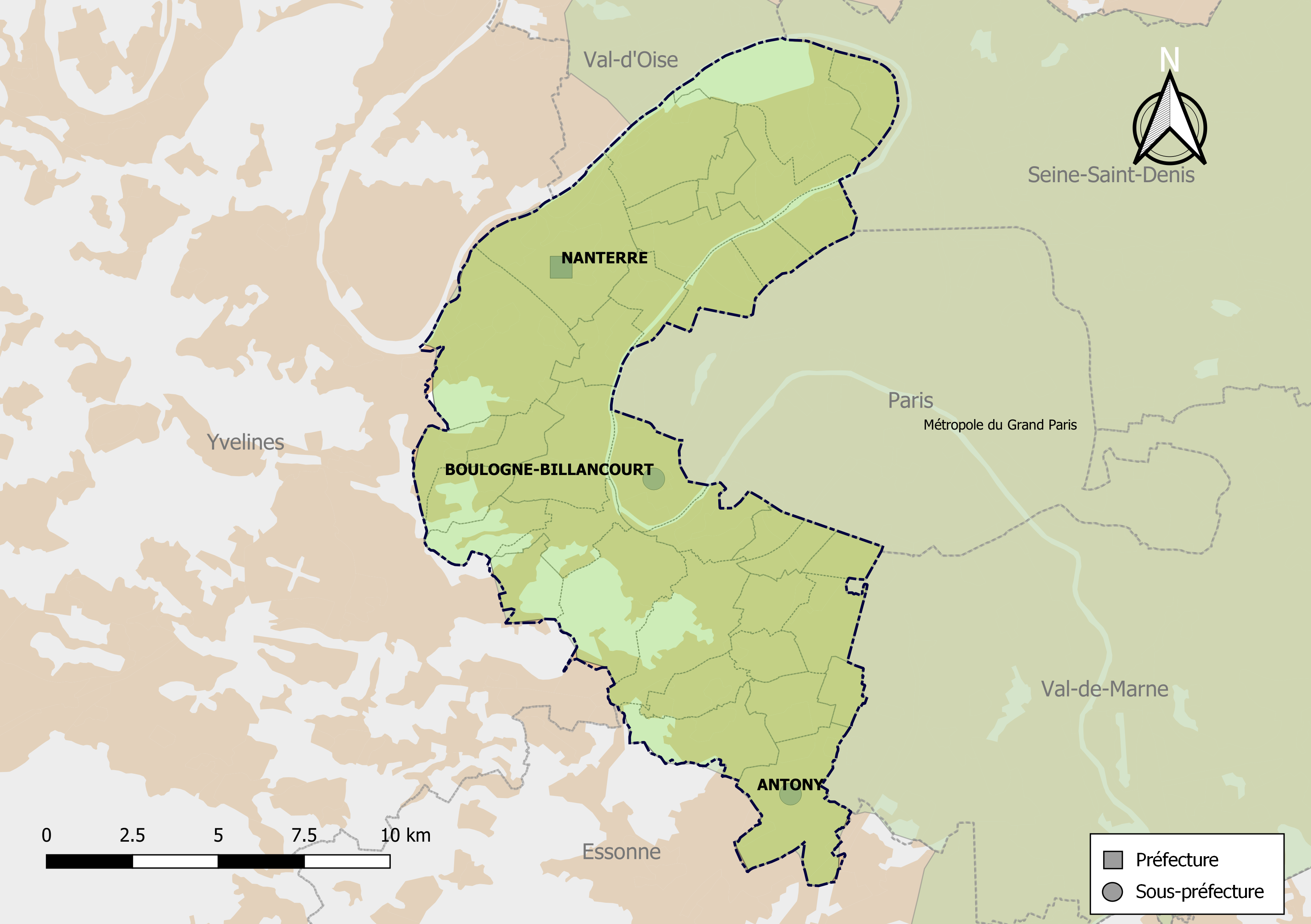
Depuis le 1er janvier 2016, Le département français des Hauts-de-Seine est intégralement compris sur le territoire de la Métropole du Grand Paris

Le département français des Hauts-de-Seine est intégralement compris sur le territoire de la Métropole du Grand Paris le 1er janvier 2016. Il est divisé en quatre établissements publics territoriaux.
Il comprenait jusqu'à cette date 6 communautés d'agglomération et 1 communauté de communes, regroupant 27 communes sur les 36 du département.

## Territoires de la Métropole du Grand Paris
Quatre des douze territoires de la Métropole du Grand Paris, gérés par des établissements publics territoriaux (EPT), sont situés dans les Hauts-de-Seine ; il n'y a plus d'autres établissements public de coopération intercommunale (EPCI) à fiscalité propre dans le département :

Les territoires du Grand Paris.

- T2 – Vallée Sud Grand Paris (VSGP)[2] : Antony, Bagneux, Bourg-la-Reine, Châtenay-Malabry, Châtillon, Clamart, Fontenay-aux-Roses, Le Plessis-Robinson et Malakoff, Montrouge et Sceaux dans le département des Hauts-de-Seine.
- T3 – Grand Paris Seine Ouest (GPSO)[3] : Boulogne-Billancourt, Chaville, Issy-les-Moulineaux, Marnes-la-Coquette, Meudon, Sèvres, Vanves et Ville-d'Avray dans le département des Hauts-de-Seine.
- T4 – Paris Ouest La Défense (POLD)[4] : Courbevoie, Garches, La Garenne-Colombes, Levallois-Perret, Nanterre, Neuilly-sur-Seine, Puteaux, Rueil-Malmaison, Saint-Cloud, Suresnes et Vaucresson dans le département des Hauts-de-Seine.
- T5 – Boucle Nord de Seine (BNS)[5] :  Asnières-sur-Seine, Bois-Colombes, Clichy, Colombes, Gennevilliers et Villeneuve-la-Garenne dans le département des Hauts-de-Seine, ainsi que Argenteuil dans le département du Val-d'Oise.

## Anciennes intercommunalités

Les intercommunalités des Hauts-de-Seine au 31 décembre 2015.

Les Hauts-de-Seine n'étaient pas entièrement couverts par l'intercommunalité jusqu'à la création de la métropole. En effet, les communes d'Asnières-sur-Seine, de Bois-Colombes, de Clichy, de Colombes, de Gennevilliers, de La Garenne-Colombes, de Levallois-Perret, de Neuilly-sur-Seine et de Villeneuve-la-Garenne n'appartenaient à aucun EPCI à fiscalité propre.

### Communautés d'agglomération
1. Communauté d'agglomération Cœur de Seine : 3 communes
Saint-Cloud, Garches et Vaucresson.
2. Communauté d'agglomération Grand Paris Seine Ouest, créée en 2010 par la fusion de la Communauté d'agglomération Arc de Seine et de la Communauté d'agglomération Val de Seine
La nouvelle communauté regroupe 9 communes : Boulogne-Billancourt, Chaville, Issy-les-Moulineaux, Marnes-la-Coquette, Meudon, Sèvres, Vanves et Ville-d'Avray.
Inclus aussi 1 commune dans le département des Yvelines :
Vélizy-Villacoublay.
3. Communauté d'agglomération des Hauts de Bièvre : 5 communes
Antony, Bourg-la-Reine, Châtenay-Malabry, Le Plessis-Robinson et Sceaux.
Inclus aussi 2 communes dans le département de l'Essonne :
Verrières-le-Buisson et Wissous.
4. Communauté d'agglomération du Mont Valérien : 3 communes
Rueil-Malmaison, Suresnes et Nanterre.
5. Communauté d’agglomération Sud de Seine : 4 communes
Bagneux, Clamart, Fontenay-aux-Roses et Malakoff.
6. Communauté d'agglomération Seine-Défense : 2 communes
Puteaux et Courbevoie.

### Communauté de communes
1. Communauté de Communes de Châtillon-Montrouge : 2 communes
 Châtillon et Montrouge

## Syndicat mixte
1. Syndicat mixte des Coteaux et du Val de Seine : 11 communes 
 avec les communautés d'agglomération  Grand-Paris-Seine-Ouest et Cœur de Seine.

## EPCI sans fiscalité propre
De nombreux syndicats intercommunaux sans fiscalité propre exercent leur activité dans le territoire, notamment les "grands" syndicats créées à l'échelle de l'ancien département de la Seine dès les années 1920 :
- SIPPEREC - Syndicat intercommunal de la périphérie de Paris pour les énergies et les réseaux de communication qui assure
  - pour 80 communes (plus Paris pour ses Bois de Boulogne et de Vincennes) et 3 millions d'habitants (1 678 935 abonnés qui consomment 15 774 GWh) la compétence du service public de la distribution d'électricité  
  - de nombreuses délégation de service public pour les télécommunications, que ce soit par câble (31 communes, soit 106 000 habitants habitants), par courant porteur en ligne, infrastructures à très haut débit, installation de 470 km fibre optique noire, soit plus de 1 200 points de connexions mis à disposition des opérateurs : 95 % des offres DSL dégroupées en région parisienne utilisent cette infrastructure.
- SIGEIF - Syndicat intercommunal pour le gaz et l'électricité en Île-de-France, créé en 1901, fédère 176 communes, soit 4,9 millions d’habitants pour la compétence Service public de la distribution du gaz (dont 55 communes, représentant 1,2 million d’habitants, lui ont également délégué le service public de la distribution de l’électricité,
- SEDIF - Syndicat des eaux d'Île-de-France, créé en 1923, ce syndicat intercommunal regroupant 144 communes de la région parisienne sur un territoire comprenant sept départements, gère le service public de l'eau, afin de produire et distribuer de l'eau à 514 000 abonnés , soit plus de 4 000 000 consommateurs. Avec environ 1 million de m3 distribué chaque jour le SEDIF est le plus grand service public d'eau en France. Il distribue une eau potable à 4 millions d'habitants en Île-de-France.
- le SIFUREP - Syndicat Intercommunal Funéraire de la Région Parisienne, créé en 1905 dans la foulée de la Loi de séparation des Églises et de l'État il a pour objet :
  - d’assurer dans les 71 communes des départements des Hauts-de-Seine, de la Seine-Saint-Denis, et du Val-de-Marne représentant une population de plus de 2 700 000 habitants, le service extérieur des pompes funèbres,
  - le contrôle de la gestion de trois contrats de délégation de service public : 
    - Pour le service extérieur des pompes funèbres,
    - La construction et l’exploitation du crématorium du Mont-Valérien à Nanterre,
    - La construction et l’exploitation du crématorium du Val-de-Bièvre à Arcueil.
- le SIAAP - Syndicat interdépartemental pour l'assainissement de l'agglomération parisienne, depuis 1970, transporte et dépollue les eaux usées de plus de 8 millions d'habitants des départements des Hauts-de-Seine, de la Seine-Saint-Denis, du Val-de-Marne et de Paris, ainsi que de 180 communes de lIle-de-France (Val-d'Oise, de l'Essonne, des Yvelines et de Seine-et-Marne).

Au pied de chaque habitation, les égouts communaux ou départementaux recueillent les eaux usées et les dirigent vers les émissaires du SIAAP  (énormes tuyaux de 2,5 à 6 m de diamètre, situés jusqu'à 100 m de profondeur qui les transportent jusqu'aux usines d'épuration.  Les eaux usées y sont débarrassées des pollutions carbonées, azotée et phosphatées qu'elles contiennent avant d'être rejetées dans la Seine et dans la Marne.

Le SIAAP gère ainsi :
- - 2 350 kilomètres d'égouts à Paris dont 1 600 km sont visitables.
  - 160 kilomètres d’émissaires de 2,5 à 4 mètres de diamètre enfouis de 10 à 100 mètres sous terre.
  - le bassin de la Plaine situé sous le Stade de France qui stocke 165 000 m3 d’eaux pluviales.
  - le bassin de L'Haÿ-les-Roses qui stocke 80 000 m3 d’eau pluviales.
  - le tunnel réservoir de Cachan, qui stocke 55 000 m3 d’eau stockés pluviales.
  - le bassin d’Arcueil, qui stocke 240 000 m3 d’eau pluviales.
  - le bassin Proudhon, qui stocke 15 000 m3 d’eau pluviales.
  - le bassin d’Antony qui stocke 115 000 m3 d’eau pluviales.
  - ses usines d'épuration d'Achères, Valenton, Colombes, Noisy-le-Grand et bientôt à Triel-sur-Seine et au Blanc-Mesnil